# Win Smith
Win Smith (Phoenix, 22 gennaio 1888 – 8 ottobre 1941) è stato un disegnatore e fumettista statunitense.

## Biografia
Esordì su un quotidiano locale nel 1920 ed è noto soprattutto per aver realizzato le prime strisce giornaliere a fumetti di Topolino, inizialmente, nel gennaio 1930, occupandosi di ripassare a china i disegni a matita di Ub Iwerks di storie scritte da Walt Disney e, da febbraio a maggio dello stesso anno, realizzando sia i disegni a matita che i ripassi a china per poi dimettersi per dedicarsi ad altri progetti; dopo di lui le strisce giornaliere di Topolino vennero assegnate a Floyd Gottfredson, che le realizzò fino al 1975.
Abbandonata la Disney, andò a lavorare intorno al 1931 per Ub Iwerks, che si era messo in proprio, per disegnare un nuovo progetto di quest'ultimo, Flip the Frog. Nel 1934 si occupò della versione a fumetti del personaggio dei cartoni animati di Bosko di Harman e Ising. Realizzò poi per la Western Publishing fumetti con Bugs Bunny delle serie Looney Tunes e Merrie Melodies lavorando nel 1938 anche per storie di Oswald il coniglio fortunato di Walter Lantz. Concluse la sua attività come insegnante di disegno in una scuola di Phoenix.